# Joseph Sherman Frelinghuysen

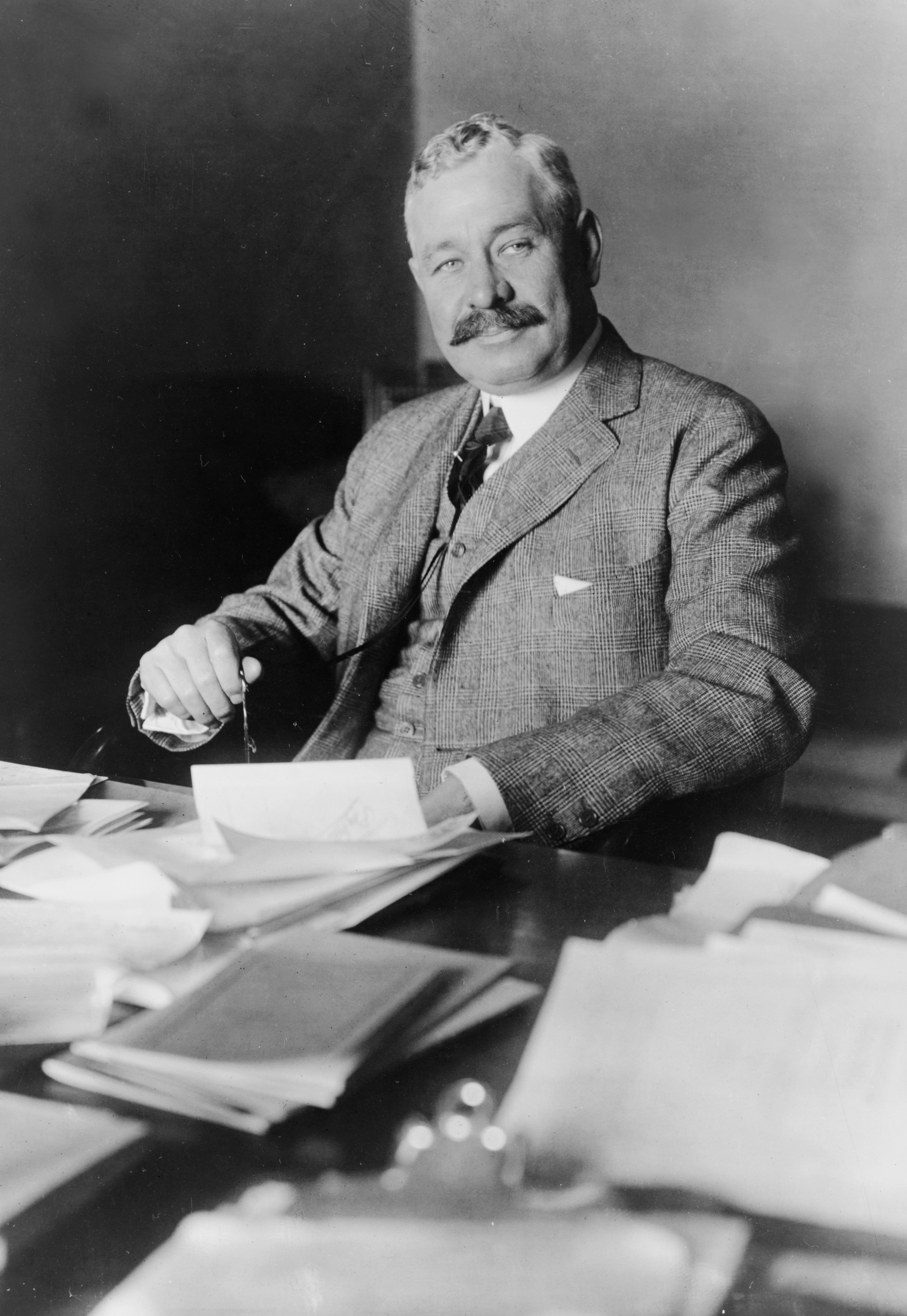
J. S. Frelinghuysen

Joseph Sherman Frelinghuysen, Sr (* 12. März 1869 in Raritan, New Jersey; † 8. Februar 1948 in Tucson, Arizona) war ein US-amerikanischer Politiker (Republikanische Partei), der von 1917 bis 1923 den Bundesstaat New Jersey im US-Senat repräsentierte. Er war ein Cousin des US-Abgeordneten Rodney Frelinghuysen. Ferner war er mit Emily Macy Brewster verheiratet. Das Paar hatte eine gemeinsame Tochter, Victoria Frelinghuysen, die John Grenville Bates, Jr. heiratete, und einen Sohn, Joseph Sherman Frelinghuysen, Jr.

## Werdegang
Nach den Kämpfen im Spanisch-Amerikanischen Krieg begann er in einem Versicherungsunternehmen zu arbeiten, bevor er 1905 in den Senat von New Jersey gewählt und von dem er 1909 Präsident wurde. Er bekleidete einige politische Ämter, bevor er 1916 in den US-Senat gewählt wurde. Frelinghuysen war nach der Ratifizierung des 17. Zusatzartikels zu der Verfassung 1913 der erste direktgewählte US-Senator in New Jersey. US-Präsident Warren G. Harding unterzeichnete 1921 auf dem Anwesen von Frelinghuysen in Raritan, New Jersey die Knox-Porter Resolution, die offiziell das Ende der amerikanischen Beteiligung im Ersten Weltkrieg setzte. Er verblieb dort mindestens bis zum 4. Juli. Nach seinem fehlgeschlagenen Wiederwahlversuch 1922 kehrte Frelinghuysen zu seiner Tätigkeit im Versicherungsunternehmen zurück. Er verstarb 1948 und wurde anschließend auf dem St. Bernard's Cemetery in Bernardsville, New Jersey beigesetzt.